# Fiat Weekend
A Weekend (anteriormente chamada de Palio Weekend) é um automóvel de passeio fabricado pela Fiat. É a versão perua (station wagon) do Palio.
Lançado em 1997, apresentava inicialmente 4 versões: 1.5 MPI, 1.6 16V MPI, Stile 1.6 16V MPI e Sport 1.6 16V MPI. Através dos anos, sua linha ganhou outras variantes, como: ELX, HLX, Attractive, Trekking e Adventure.
O modelo já teve quatro desenhos diferentes, sendo que a quarta reestilização é, sem dúvida, a de maior sucesso. As pessoas são atraídas pelo design equilibrado, o espaço interno e o bagageiro abundantes, bem como pela praticidade, manutenção barata e pelo consumo moderado para um veículo de seu porte.
Em sua época de lançamento, contava com uma diferente propaganda que logo cativou milhares de pessoas e as levou às concessionárias. Atraídas pelas características excelentes, o design bem resolvido e os motores 1.5 8V e 1.6 16V (economia e desempenho, na ordem), logo se tornou o modelo mais vendido de sua categoria, desbancando a Volkswagen Parati. Em 2008, foi lançada a 4ª reestilização, baseada na mesma plataforma que o modelo usa desde 1997 (a mesma do Palio de 1996), com dianteira idêntica ao do Siena, faróis super-elipsoidais e traseira com lanternas e contornos que lembram o do Fiat Croma atual. Saiu de linha em 2020, depois de 23 anos.

## 3ª reestilização
Em 14 de maio de 2008 a Fiat lançou a linha 2009 do modelo, que contava com as versões ELX 1.4, Trekking 1.4 e Adventure Locker 1.8 8V. Os preços variavam de R$ 39.920 a R$ 53.850 pelas versões básicas. Em 2009 a versão Adventure ganhava câmbio automatizado Dualogic como opcional, e em 2010 a mesma versão ganha Air-bag e ABS de série.
Em julho de 2010, a linha 2011 ganha novos motores e versões: a ELX 1.4 passa a se chamar Attractive 1.4 e a versão Trekking 1.8 deixa de ser oferecida. O motor 1.8 8V Flex, de origem GM, sai de linha e no seu lugar entra o 1.8 16V Flex E.Torq, com 17 cavalos e 1,4 kgfm de torque a mais (totalizando 132 cavalos e 18,9 kgfm de torque). E, por fim, a Adventure Locker 1.8 passa a se chamar Adventure Locker 1.8 16V.

## Imagens
- 1ª versão (1996)
- 1ª reestilização (2001)
- 2ª reestilização (2004)
- 3ª reestilização versão Adventure Locker (2007)